# Liechtensteiner-Cup 1957-1958
La Liechtensteiner-Cup 1957-1958 è stata la 13ª edizione della coppa nazionale del Liechtenstein conclusa con la vittoria finale del Vaduz, al suo settimo titolo.
Della competizione è noto solo il risultato della finale.

## Finale
| Vaduz | Vaduz | 2 – 0 | FC Triesen |  |